# کوزلوفکا، بخش کوزلوفسکی، چواشستان
شهر کوزلوفکا، بخش کوزلوفسکی، چواشستان (به روسی: Козловка) در کشور روسیه و در جمهوری چواشستان واقع شده‌است.